# Магдалена Баварска (1388 – 1410)
Вижте пояснителната страница за други личности с името Магдалена Баварска.
Магдалена Баварска (на немски: Magdalena von Bayern, Magdalene von Bayern; * 1388, † 1410) от династията Вителсбахи, е чрез женитба пфалцграфиня на Каринтия.

## Живот
Тя е най-малката дъщеря на Фридрих (1339 – 1393), херцог на Бавария-Ландсхут, и втората му съпруга Мадалена Висконти (1366 – 1404), дъщеря на Бернабо Висконти.
През 1404 г. Магдалена се омъжва за граф Йохан Майнхард VII (1378/1380 – 1430) от род Майнхардини, граф на Горица-Кирхберг и пфалцграф в Каринтия. Нейната зестра са 25 000 гулдена. Бракът е бездетен.
Магдалена умира през 1410 г. и е погребана в манастир Райзенхаслах.